# Grégoire Barrère
Grégoire Barrère (ur. 16 lutego 1994 w Charenton-le-Pont) – francuski tenisista.

## Kariera tenisowa
Zawodowym tenisistą Barrère jest od 2012.
Wygrał sześć turniejów o randze ATP Challenger Tour w grze pojedynczej i pięć w grze podwójnej.
W rankingu gry pojedynczej najwyżej był na 49. miejscu (3 lipca 2023), a w klasyfikacji gry podwójnej na 161. pozycji (26 kwietnia 2021).

### Zwycięstwa w turniejach ATP Challenger Tour w grze pojedynczej
| Końcowy wynik | Nr | Data                 | Turniej | Nawierzchnia  | Przeciwnik      | Wynik finału  |
| ------------- | -- | -------------------- | ------- | ------------- | --------------- | ------------- |
| Zwycięzca     | 1. | 25 marca 2018        | Lille   | Twarda        | Tobias Kamke    | 6:1, 6:4      |
| Zwycięzca     | 2. | 3 lutego 2019        | Quimper | Twarda (hala) | Daniel Evans    | 4:6, 6:2, 6:3 |
| Zwycięzca     | 3. | 24 marca 2019        | Lille   | Twarda        | Yannick Maden   | 6:2, 4:6, 6:4 |
| Zwycięzca     | 4. | 2 października 2022  | Orlean  | Twarda        | Quentin Halys   | 4:6, 6:3, 6:4 |
| Zwycięzca     | 5. | 30 października 2022 | Brest   | Twarda (hala) | Luca Van Assche | 6:3, 6:3      |
| Zwycięzca     | 6. | 29 stycznia 2023     | Quimper | Twarda        | Arthur Fils     | 6:1, 6:4      |

### Zwycięstwa w turniejach ATP Challenger Tour w grze podwójnej
| Końcowy wynik | Nr | Data             | Turniej  | Nawierzchnia  | Partner           | Przeciwnicy                        | Wynik finału      |
| ------------- | -- | ---------------- | -------- | ------------- | ----------------- | ---------------------------------- | ----------------- |
| Zwycięzca     | 1. | 12 czerwca 2016  | Lyon     | Ceglana       | Tristan Lamasine  | Jonathan Eysseric Franko Škugor    | 2:6, 6:3, 10–6    |
| Zwycięzca     | 2. | 7 stycznia 2017  | Bangkok  | Twarda        | Jonathan Eysseric | Yūichi Sugita Wu Di                | 6:3, 6:2          |
| Zwycięzca     | 3. | 5 maja 2019      | Bordeaux | Ceglana       | Quentin Halys     | Romain Arneodo Hugo Nys            | 6:4, 6:1          |
| Zwycięzca     | 4. | 6 listopada 2020 | Parma    | Twarda (hala) | Albano Olivetti   | Sadio Doumbia Fabien Reboul        | 6:2, 6:4          |
| Zwycięzca     | 5. | 30 stycznia 2021 | Quimper  | Twarda (hala) | Albano Olivetti   | James Cerretani Marc-Andrea Hüsler | 5:7, 7:6(7), 10–8 |